# 3-Морфолинопропансульфоновая кислота
3-[N-Морфолино]пропансульфоновая кислота (MOPS) — химическое соединение, наиболее часто используемое для приготовления буферных систем в биологии и биохимии.
Обладая показателем константы диссоциации, pKa равным 7,20, MOPS является прекрасным буфером для множества биологических систем с pH, близким к нейтральному. Проверено и рекомендовано использование MOPS для электрофореза в полиакриламидном геле (ПААГ). Не рекомендуется использование более 20 mM для работы с клеточными культурами млекопитающих.